# Cratere Roche (Luna)
Roche è un grande cratere lunare di 152,67 km situato nella parte sud-occidentale della faccia nascosta della Luna.
Il cratere è dedicato all'astronomo francese Édouard Roche.